# День пройшов
День пройшов (азерб. Gün keçdi) — радянська мелодрама 1971 року, знята на кіностудії «Азербайджанфільм».

## Сюжет
Фільм розповідає про незмінну любов двох сучасників. Сюжет заснований на долі двох героїв, які люблять один одного щиро, ніколи не змінюючи подружній вірності. Фільм відображає настрій героїв. Есмер здається щасливою — у неї є все: люблячий чоловік Джамал, дочка і друзі, але вона нещасна, бо не може знайти місце в житті. В кінці фільму був показаний філософський сенс, бо неможливо жити наодинці зі своїми минулим, дитячими спогадами і майбутнім кожної людини.

## У ролях
- Лейла Шихлинська — Есмер
- Гасан Мамедов — Октай
- Гасан Турабов — колега Октая по роботі
- Чингиз Аліоглу — Джамал
- Мухтар Авшаров — поштар
- Садая Мустафаєва — мати Есмери

## Знімальна група
- Сценарій: Анар
- Режисер: Аріф Бабаєв
- Оператор: Расім Ісмаїлов
- Художник: Ельбей Рзакулієв
- Композитор: Емін Сабітоглу
- Звукооператор: Камал Сеїдов
- Редактор: Адхам Гулубеков
- Директор фільму: Юсіф Юсіфзаде